# Instituto Municipal de Recreación y Deporte (Cúcuta)
El Instituto Municipal de Recreación y Deporte es una institución dedicada como su nombre lo indica a la recreación y el deporte. Organiza eventos deportivos como copas entre colegios de la ciudad y se encarga de la administración del Estadio General Santander. Esta entidad le pertenece a la Alcaldía de Cúcuta.